# Maryann Ezenagu
Maryann Ezenagu, née le 25 janvier 2001 à Asaba, est une footballeuse nigériane évoluant au poste d'attaquante.

## Carrière
Maryann Ezenagu joue au football dès le lycée, à l'Asaba Girls Grammar School puis rejoint le CI Angels. En 2014, elle devient une joueuse des Delta Queens FC, étudiant en même temps à la Delta State Polytechnic. Elle rejoint le Rivers Angels FC en 2020. En 2021, elle décroche le titre en championnat puis qualifie son club pour la première édition de la Ligue des champions africaine.
Avec les Bayelsa Queens, elle atteint les demi-finales de Ligue des champions africaine en 2022, avant de s'incliner face à l'AS FAR. Elle est nommée dans l'équipe-type de la compétition.
En 2023, elle signe en Russie au Zenith St-Pétersbourg, et y remporte deux fois le championnat. Elle rejoint ensuite Hangzhou en Chine en 2025.
Elle est appelée en équipe du Nigeria en avril 2013 mais rejette la sélection, se considérant trop jeune (elle n'avait que 12 ans). Elle a aussi joué dans les sélections juniors, disputant notamment la Coupe du monde féminine de football des moins de 17 ans 2016.

## Palmarès
Rivers Angels
- Championnat du Nigeria
  - Championne en 2021[1]

 Zénith Saint-Pétersbourg
- Championnat de Russie
  - Championne en 2023 et 2024
- Supercoupe de Russie
  - Vainqueure en 2023